# Volker Bescht
Volker Bescht (* 14. Februar 1951 in Bevensen) ist Brigadegeneral a. D. des Heeres der Bundeswehr. In seiner letzten Verwendung war er von Januar 2010 bis Mai 2013 stellvertretender Kommandeur der Division Spezielle Operationen in Stadtallendorf. Seit November 2021 ist er Präsident der Johanniter-Unfall-Hilfe.

## Militärische Laufbahn
Bescht trat 1972 beim Panzeraufklärungsbataillon 3 in Lüneburg in den Dienst der Bundeswehr. Von 1973 bis 1976 absolvierte er ein Studium an der Universität der Bundeswehr München. Im Anschluss daran kehrte er zum Lüneburger Bataillon zurück und war dort bis 1978 als Zugführer eingesetzt. Von 1978 bis 1981 diente Bescht in Neuhausen ob Eck als Ausbildungsleiter im Fernspähausbildungszentrum/Internationale Fernspähschule.
Von 1981 bis 1983 war Hauptmann Bescht als Kompaniechef beim Panzeraufklärungslehrbataillon 11 in Munster. Es folgte eine Auslandsverwendung. Von 1983 bis 1987 diente er im NATO-Hauptquartier in Brüssel, zuerst als Dezernent und anschließend als Adjutant des Deutschen Militärischen Vertreters Hans-Peter Tandecki im NATO-Militärausschuss.
Zurück in Deutschland übernahm Bescht von 1987 bis 1989 den Posten des Operations- und Ausbildungsoffiziers sowie des stellvertretenden Kommandeurs (S3) im Stab des Panzeraufklärungslehrbataillons 11 in Munster. Von 1989 bis 1991 war er G3 beim Chef des Stabes Northern Army Group (NORTHAG) in Mönchengladbach.
1991 übernahm er das Kommando über das Panzeraufklärungsbataillon 3 in Lüneburg, bei dem seine Dienstzeit begonnen hatte. Nach diesem Truppenkommando absolvierte Bescht 1994 ein Post-Graduate-Studium am Institut Universitaire des Hautes Études Internationales (IUHEI) in Genf. 1995 wurde er in das Bundesministerium der Verteidigung in Bonn versetzt und diente dort bis 1997 als Referent im Führungsstab der Streitkräfte (FüS III 5) sowie im Auswärtigen Amt als Referent für Frieden erhaltende Maßnahmen der Vereinten Nationen. 1997 war er an der Vorbereitung und Koordination der deutschen Präsidentschaft in der Westeuropäischen Union in Brüssel beteiligt. Von 1998 bis 2000 war er im Brüsseler NATO-Hauptquartier Europa (SHAPE) Direktor des International Coordination Center (ICC) für die Missionen SFOR in Bosnien und Herzegowina und KFOR im Kosovo.
Wieder in Deutschland übernahm Bescht von 2000 bis 2003 in Oldenburg den Posten des stellvertretenden Brigadekommandeurs der Luftlandebrigade 31 unter dem Kommando von Carl-Hubertus von Butler. Im Anschluss daran wurde er nach Altenstadt versetzt und war von 2003 bis 2005 Schulkommandeur der Luftlande- und Lufttransportschule.
Am 29. August 2005 übernahm Oberst Bescht schließlich von Hans-Werner Fritz das Kommando über die Luftlandebrigade 26 in Saarlouis. In dieser Verwendung wurde er zum Brigadegeneral befördert. Dieses Kommando gab er am 14. Januar 2010 an Eberhard Zorn ab und übernahm im gleichen Monat von Henning Glawatz den Dienstposten des stellvertretenden Kommandeurs der Division Spezielle Operationen in Regensburg unter dem Kommando von Hans-Werner Fritz.
Im März 2011 leitete er die „Operation Pegasus“ bei der aus umkämpften Gebieten in Libyen 262 Menschen, davon 125 Deutsche mit Flugzeugen evakuiert wurden.
Mut beweist der General auch gegenüber Politik und Gesellschaft. So forderte er 2009 provokant mehr Solidarität beim Afghanistan-Einsatz: Seine Soldaten hätten den Eindruck, „dass man in Deutschland eher damit leben kann, wenn einer unserer Soldaten getötet wird, als wenn sie ihre Gegner töten“, sagte er als scheidender Kommandeur der Luftlandebrigade 26 zum Entsetzen des Verteidigungsministeriums öffentlich. Die Brigade hatte bis dahin während der Einsätze acht Gefallene und zwölf Schwerstverwundete zu beklagen. Zeitgleich gründete Bescht deshalb einen Verein zur Unterstützung der Verwundeten und ihrer Angehörigen.

## Privates
Bescht ist verheiratet und hat drei Kinder.